# Беляви (Лещинський повіт)
Беляви (пол. Bielawy) — село в Польщі, у гміні Кшеменево Лещинського повіту Великопольського воєводства.
Населення — 43 особи (2011).
У 1975-1998 роках село належало до Лешненського воєводства.

## Демографія
Демографічна структура станом на 31 березня 2011 року:
|          | Загалом | Допрацездатний вік | Працездатний вік | Постпрацездатний вік |
| -------- | ------- | ------------------ | ---------------- | -------------------- |
| Чоловіки | 21      | 6                  | 11               | 4                    |
| Жінки    | 22      | 3                  | 12               | 7                    |
| Разом    | 43      | 9                  | 23               | 11                   |